# Makino Maria
Makino Maria ( 牧野 真 愛; Aicsi, 2001. február 2.–) japán énekesnő, modell és táncosnő. A Morning Musume lányegyüttes 12. generációs tagja és a Hello! Pro Kenshuusei volt tagja.

## Élete
Makino Maria 2001. február 2-án született Aicsiben.

### 2012
2012. november 1-én mutatták be a Hello! Pro Kenshuusei új tagjaként. 2012. november 20-án debütált.

### 2014
2014-ben részt vett a Morning Musume 12. generációs meghallgatásán. 2014. szeptemberer 30-án három másik lány mellett csatlakozott a Morning Musuméhez.

### 2015
Január 4-én Makino és 12. generációs társai rádióműsort indítottak az FM FUJI csatornán, Morning Musume'15 12ki Nikki címmel. November 14-én kiadta első mini fotókönyvét Makino Maria Mini Photobook "Greeting -Photobook-" címmel.

### 2016
Augusztus 6-án kiadta első fotókönyvét. Augusztus 20-án a LOVE berry divatmagazin modelljévé vált.

## Diszkográfia

### Dalok
1. [2016] Maya no H

### DVD-k
1. Greeting ~Makino Maria~ (2014. március 24.)
2. Blanc (2018. március 7)

## Filmográfia

### Filmek
- [2017] JK Ninja Girls (cameo)

### TV műsorok
- [2014–2019] The Girls Live
- [2017] Hokkaido Special "Otani Shohei no Ketsudan" (北海道スペシャル「大谷翔平の決断」) (documentary)
- [2018] Anime "Major 2nd" Mamonaku Play Ball! (アニメ「メジャーセカンド」　まもなくプレーボール！)
- [2019–2020] AI・DOL PROJECT (AI・DOL プロジェクト)
- [2020] Hello! Project presents... "Solo Fes!"

## Publikációk

### Fotókönyvek
- [2015.11.14] Makino Maria Mini Photobook "Greeting -Photobook-"
- [2016.08.06] Maria
- [2017.08.30] Senkou Hanabi
- [2018.02.02] Maria 17sai
- [2018.08.25] Summer Days
- [2019.02.02] María 18 años
- [2020.02.02] Maria19
- [2021.02.02] Maria Hatachi

## Fordítás
- Ez a szócikk részben vagy egészben  a   Maria Makino című angol Wikipédia-szócikk fordításán alapul.  Az eredeti cikk szerkesztőit annak laptörténete sorolja fel. Ez a jelzés csupán a megfogalmazás eredetét és a szerzői jogokat jelzi, nem szolgál a cikkben szereplő információk forrásmegjelöléseként.